# Jean-Luc Picard
Jean-Luc Picard a Star Trek sci-fi sorozat egyik szereplője, megformálója az angol Patrick Stewart. A USS Enterprise-D és a USS Enterprise-E parancsnoka (kapitányi rangban). Megalkotója Gene Roddenberry volt, a nevét pedig dr. Jean Piccard után kapta, aki egy svájci tudós és magassági léghajós volt. Bár nincs hivatalos forrása a Picard névnek, a szereplő időnként említést tesz a „híres őseiről” – feltételezhetően Jean, Auguste és Jacques Piccard-ról.

## Élete az Enterprise-D parancsnoksága előtt
Jean-Luc Picard a Földön született, a franciaországi Labarre-ban 2305. július 13-án, Maurice és Yvette Gessard Picard fiaként. Gyerekkorában állandóan a kalandok és a felfedezés után áhítozott, és nem kis kavarodást okozott azáltal, hogy otthagyta a családja generációk óta fennálló szőlészetét, és beiratkozott Csillagflotta Akadémiára. 2366-ban mindkét szülője elhunyt. A testvére, Robert és az unokaöccse, René maradtak az egyedüli élő rokonai, akik egy 2371-es tűzvészben vesztették életüket (Star Trek: Nemzedékek). Az első felvételi vizsgája nem sikerült a Csillagflotta Akadémiára, de a második próbálkozásnál már sikerült felvételt nyernie. 2327-ben fejezte be a tanulmányait, az osztálya legjobbjai között volt. Az első újonc volt, akinek sikerült megnyernie az Akadémiai maratont a Delulin II-n. Picard Csillagflottabeli azonosítószáma SP-937-215 (TNG: „Chain of Command, Part 1”).
Nem sokkal az Akadémia befejezése után, 2328-ban rövid ideig az Earhart Csillagbázison tartózkodott, várva arra a hajóra, amelyre beosztották. Az ottani tartózkodása alatt egy verekedésbe keveredett három Nauszikaival a Bonestell Szabadidőközpontban, és az egyikük szíven szúrta. A sérülése operálhatatlan volt, és a szívét kicserélték egy mesterséges szívre. Ez az esemény fordulópont volt a fiatal Picard életében, és ráébresztette, hogy az arroganciája volt a fő oka annak, hogy majdnem megölték.
Picard 2333-ban elsőtisztként szolgált a USS Stargazer (NCC-2893) fedélzetén, és miután a hajó kapitánya meghalt egy csatában, őt nevezték ki a hajó élére. A következő 22 évben a Stargazer parancsnokaként felfedező küldetéseket hajtott végre.
A Stargazeren töltött ideje alatt Picard kapitány megnyerte a Maxia-i ütközetet a Maxia Zeta rendszerben 2355-ben, egy ismeretlen támadó ellenében (ami az utólagos meghatározás szerint egy Ferengi D'Kora osztályú csillaghajó volt). A csata alatt Picard kidolgozott egy új taktikát, amely később „Picard manőver”-ként vált ismertté, és amelynek segítségével teljes győzelmet aratott a Ferengi hajó felett. Azonban a Stargazer javíthatatlan sérüléseket szenvedett, az ütközet alatt, és leselejtezték. A hajója elvesztése után Picard-t hadbíróság elé állították 2356-ban, de felmentették. (A Csillagflottában ez a szokásos gyakorlat egy hajó elvesztése után, egy régi tengerészeti tradíciót követve.)
Hogy Picard mit csinált az elkövetkező kilenc évben, míg az Enterprise-D parancsnoka lett, az a hivatalos idővonal alapján nagyrészt felfedetlen maradt. Egy epizódban utalást tesz egy Stargazer és az Enterprise-D közötti időben történt eseményre, amikor a hajója reagált egy vészhívásra.
Erről az időszakról több regény is íródott, melyek szerint különböző kalandokban vett részt, amik közben a Csillagflotta Akadémián is volt vendégelőadó. A leglényegesebb kaland során 2358-ban régészeti kutatást folytatott egy manraloth nevű ősrégi, nagyon fejlett és kihaltnak vélt faj után. A manraloth évszázmilliókkal korábban olyan fejlettségi szintre jutott, hogy képes volt egy egész galaxist tudatilag telepatikus módon kontrollálni, de a tudategyesítés során akkora túlterheltség lépett fel, hogy a galaxisszerte egytrillióan haltak bele azok közül, akik kapcsolódtak a manraloth-tudathoz. Picard szerelmi kapcsolatba került a faj megtalált első túlélőjével, aki elveszítette emlékeit.
A túlélő az Ariel nevet kapta és hónapokig együtt volt Picarddal, amíg a Csillagflotta kutatást folytatott további túlélők után, ennek kapcsán Picard a Miranda osztályú USS Portia nevű hajó kapitánya lett, hogy maga is részt vegyen a további kutatásban (erre a hajóra utalt Picard az epizódban). Később sikerült újabb túlélőket is felfedezni, de ekkor kiderült, hogy a lények kijátszották Picard érzelmeit az emlékeit elvesztett Ariellel, akinek Giriaenn volt az igazi neve, és tervük a Föderáció elpusztítása volt, mivel féltek, hogy a Föderáció is az ő útjukra lép, és pusztítólag hat a galaxisra. Picard három évig üldözte a faj képviselőt, míg azok belátták, hogy tévedtek a terveikben, így feladták azokat (The Buried Age (Az eltemetett kor) c. regény).

## Az Enterprise kapitánya
Picard 2364-ben lett az Enterprise-D kapitánya, amíg az 2371-ben meg nem semmisült a Veridian III-nál. A hét év alatt rengeteg kalandos küldetésben volt része, egy ízben még a Borg is elrabolta, hogy Locutus-t, egy különleges Borg-dolgozót csináljon belőle, aki Locutus-ként a Wolf 359-nél sok föderációs hajót elpusztított, aztán sikerült visszarabolni és visszaadni eredeti személyiségét (Star Trek: Az új nemzedék). Ettől függetlenül borgok közelében mindig észleli a kollektívát. Az Enterprise-D megsemmisülése után nem sokkal az Enterprise-E kapitányává vált, és lett része újabb kalandoknak. 2379-ben Shinzonnal, a romulánok által létrehozott, saját fiatalkori klónjával is szembe került, mikor a Romulán Birodalom praetorjává vált Shinzon el akarta pusztítani őt és a Földet is, de sikerült legyőzni. Az akció során, hogy megmentse Data vésztranszporterrel elsugározta Shinzon hajójáról, a Scimitarról, mielőtt a veszélyes thalaronsugárzásra állított hajót magával együtt megsemmisítette volna. Data önfeláldozó halála sokáig kísértette.

## Későbbi kalandok a Csillagflotta után
2385-ben mégis kinevezték admirálissá, nem sokkal ezután otthagyta az Enterprise parancsnokságát, hogy minden idejét a Föderáció egyik legnagyobb ellenségének számító romulánok megsegítésének szentelje, miután a Romulust elpusztította a napjának szupernóvává alakulása. Picard közreműködésével sok romulánt sikerült a Béta kvadránsbeli Vashti bolygóra áttelepíteni, akik közül többekkel barátságot is kötött, köztük egy Elnor nevű romulán kisfiúval, akit a Vashtin élő harcos asszonyok rendjének, a Qowat Milat gondjaira bízott.
2385. április 5-én a Marson lévő föderációs Utopia Planitia Fleet Yards hajógyár androidjai megtámadták a létesítményt, minden ott levő dolgozót és infrastruktúrát elpusztítva. A támadás 92 000 életet követelt. A tragédia után betiltották a Föderáció teljes területén a mesterséges intelligencián alapuló technológiákat, ezzel együtt a Csillagflotta a romulánok karitatív megsegítését is felfüggesztette, kiváltva ezzel Picard haragját, aki végül kilépett a flottából. Picard ekkor haragította magára Raffaela "Raffi" Musikert, azt a flottatisztet, akivel együtt szervezték a romulánok menekítését, mert Picard felmondása után Raffit is elbocsátották a flottából. A támadásról idővel kiderült, hogy amögött egy titkos romulán szervezet, a Zhat Vash állt, akik gyűlöltek minden szintetkus létformát, a marsi szabotázsakcióval pedig elérték, hogy ezeket betiltsák. Picard ezt a tiltást is bírálta, hibának nevezve azt.
A flottától való távozasa után visszavonult Franciaországba, hogy a saját szőlőbirtokán gazdálkodjon. 14 évvel később, 2399-ben először adott interjút, ahol hamar kiprovokáltak haragját a múlt sérelmei miatt, hozzátéve, hogy a Csillagflotta semmibe vette az elveit, mikor hátat fordított a romulánoknak. Nem sokkal ezután feltűnt a birtokon egy Dahj nevű fiatal nő, akit nem sokkal korábban támadott meg egy Zhat Vash különítmény. Segítséget kért Picardtól, aki szeretett is volna segíteni, de egy másik támadás során Dahj mégis elpusztult Picard szeme láttára. Később őt is megpróbálták eltenni láb alól, de a birtokan vele élő két romulán menekült, mindenese, Zhaban és házvezetőnője, Laris segítségével semmlegesítették a támadást. Laris világosította fel a Zhat Vashról és annak hátteréről is.
Picard Data egy festményén látta viszont Dahjt, amit meg sok évvel korábban festett. Emiatt felkereste Dr. Agnes Juratit, a Daystrom Intézet egyik tudósát Okinaván, aki a szintetikus élet egyik legelismertebb kutatója. Dr. Jurati szerint Bruce Maddox kibernetikusnak sikerült Data kódja alapján új, még emberszerűbb androidokat létrehoznia, ezek egyike Dahj, aki ráadásul nem is tudta magáról, hogy szintetikus lény. És mivel párban készülnek androidok Dahjnak valahol kellett, hogy legyen egy ikertestvére is. Picard Dahj halála után elhatarozta, hogy megkeresi őt és Maddoxot is. A Csillagflotta elutasította kérését, mikor egy új, kis hajót kért volna az expedícióra, ezen kívül egy orvosismerőse figyelmeztette az ekkor már 94 éves Picardot, hogy agyi elváltozás is fellépett nála, ami idővel végzetessé válik.
Ezek az események azonban nem szegték kedvét és felhívta Raffit, hogy próbáljon hajót és legénységet találni. Bár Raffi még mindig haragudott rá, sikerült hajót találnia: a La Sirenát, ami Cristóbal Rios, egy spanyol volt flottatiszt birtokában volt. A hajón volt Raffi is, aki magánügyből kifolyólag tartott Picarddal, hozzájuk csatlakozott Dr. Jurati is.
Raffi megtudta, hogy Maddox, aki tudhatja Dahj testvére hollétét, a Freecloud nevű vigalmi bolygón lehet. Indulás után először a Vashtira mentek, a menekített romulánokhoz, egyrészt, mert Picard megígérte nekik, hogy visszatér, másrészt, hogy a Qowat Milat rend harcos női közül Picard felkérjen valakit testőrének. A Vashtin Picard lezüllött állapotokkal találkozott, az ottani romulanokat a szülőbolygójuk elvesztése mellett az is frusztrálta, hogy a Föderáció magára hagyta őket. A bolygó pedig időközben űrcsempészek területének resze lett. Elnor, aki a rendben időközben harcművészetekben jártas ifjúvá vált hasonló okok miatt neheztelt Picardra, aki 14 éve megígérte neki, hogy visszajön, de mindaddig ez nem történt meg. Picard elmondta neki mi történt azóta és a küldetése célját. Elnor először elutasította, hogy segítsen, miután azonban összetűzésbe keveredett néhány romulánnal, akik a mellőzöttségett Picard szemere hányva rá akartak támadni, Elnor közbelépett és egyiküket megölve megmentette Picardot, ezután eltranszportáltak a Vashtiról. Ezután a helyi főcsempész hajója, egy régi romulán ragadozómadár támadt rájuk, majd kisvártatva, egy új, kis hajó kelt a vedelmükre, amivel együtt sikerült működésképtelenné tenni a ragadozómadarat, a kis hajó viszont súlyosan megsérült, ezért annak pilótája áttranszportált a La Sirenara, mielőtt felrobbant. Kiderült, hogy a pilóta nem más, mint Hét Kilenced.
Hét Kilenceddel, vagyis Hetessel kiegészülve a csapat Maddox keresésébe fogott a Freeclouddon. Maddox egy Bjayzl nevű alvilági borg-szervkereskedőnek dolgozott, akinek tartozott. A terv szerint látszólag Hetest használták volna fel cserealapként Maddoxért, a cserekor viszont kiderült, hogy Hetesnek személyes elszámolnivalója van Bjayzlal. A zűrzavarban végül sikerült Maddoxot elhozni, Hetes viszont elköszönt a társaságtól és a Picardéktól elkert két fézerpuskával visszament Bjayzlhoz, akit végül megölt. Maddox elmondta, hogy Dahj testvére, Soji egy „Leletnek” nevezett sérült borg-kockán van, ami a kollektíváról leszakadva a romulán térségben található. Maddox közben meghalt a gyengélkedőn, ahol Dr. Jurati ölte meg egy korábban átélt vízíó hatására.
Kiderült, hogy a Zhat Vash vezetője, Oh a Csillagflotta egyik parancsnoka, aki romulán/vulkán hibridként agyegyesítést hajtott végre Dr. Juratin, mielőtt elindult volna Picarddal. Jurati az így szerzett vízíó miatt hitte azt, hogy Maddox tevékenysége veszélyes a jövőre nézve. Oh egy másik romulán ügynököt, Narissát állította Sojira, hogy általa derítse ki a bolygó helyét, ahol Maddox a szintetikus élettel kapcsolatos kísérleteit folytatta a Föderáció tilalma után is. Narissa pedig a testvérét, Nareket bízta meg, hogy férkőzzön Soji bizalmába. Narek a Leleten környékezte meg Sojit, majd miután sikerült a bolygó azonosításához szükséges informacióhoz jutnia megpróbalta megölni Sojit, aki viszont elszökött előle. Picard ekkor érkezett a Lelethez, amit egy régi ismerőse, az exborg Hugh vezetett. Az ő segítségével sikerült Soji nyomára bukkani, aki épp akkor menekült el az életére törő Narektől. Hugh a kockán lévő szubtértranszporter segítségével elszöktette Picardot és Sojit a Nepenthe bolygóra.
A Nepenthén élt ugyanis William T. Riker és Deanna Troi lányukkal, Kestrával. Nagy örömmel üdvözölték Picardot, és felajanlottak segítségüket, miközben Kestra összebarátkozott Sojival. Bár Picard nem akart részletekbe menni Riker gyorsan rájött mi miatt menekültek ide. Kiderült az is, hogy Riker és Troi első gyereke, Thad egy olyan betegség miatt halt meg, amit a föderációs tilalom miatt nem lehetett gyógyítani, mivel ahhoz pozitronikus mátrixra lett volna szükség. Rikerék ezért szintén kiléptek ideiglenesen a flottából, majd a Nepenthén telepedtek le, ahol Thad halála után is maradtak. Soji bizalmatlan volt a Narekkel történtek után, de a Kestrával és Troial töltött idő hatására elmondta, mire emlékszik a szülőbolygójáról, ez alapján Kestra segítségével gyorsan azonosították a bolygót, ami a Ghulion rendszerben volt.
Miután Picard és Soji visszatértek a La Sirenara, Picardnak sikerült kapcsolatot teremtenie a flotta parancsnokságával, akik egy csillaghajó osztagot ígértek neki a legközelebbi csillagbázishoz. Ezután derült ki Picard számara, hogy Dr. Jurati áll Maddox halála mögött, aki elmondta mi történt Oh és közte, és hogy ez indította a gyilkosságra. Felajánlotta azt is, hogy feladja magát a csillagbázison. Raffi később elmondta, hogy milyen romulán összeesküvés volt a Mars megtámadása mögött, emiatt végül haladéktalanul Soji bolygóját vettek célba, amit egy közeli borg-féregjárat segítségével az átlagnál gyorsabban értek el. Megérkezéskor árulta el Soji, hogy az eredetileg névtelen bolygót ők nevezték el Coppeliusnak. A járaton keresztül azonban Narek is követte őket egy kis hajóval.
Megérkezés után nem sokkal Narek rájuk is támadt, majd nem sokkal később a Lelet is feltűnik, amit Hetes irányít. Ekkor a bolygó felől feltűnő hatalmas orchideákra emlékeztető bolygóvedő képződmények beburkolták a La Sirenat, Narek hajóját és a Lelet sarkait, majd a légkörbe lépve mindannyian lezuhantak a Coppelius felszínére. A csapat felszerelkezett és elsőként a lezuhant borg-kockához mentek, hogy megnézzék Hugh és Elnor, akik ottmaradtak élnek e még. Miután megérkeztek Elnor örömmel ölelte át Picardot. Elmondta, hogy Hught megölték, de ő elbújt és hívta Hetest, aki megjelent, ártalmatlanította a romulán ügynököket, majd átvette a kocka irányítását, így jutottak a bolygóhoz.
Ezután mentek a szintetikusok településére, ahol találkoznak a Dr. Soongra hasonlító Altan Inigo Soonggal, aki Maddox munkáját folytatta. Picard Maddox laborjából próbált üzenetet küldeni a Föderációnak, védelmet kérve egy új faj otthonának. A kommuna vezetője, a Sojira hasonlító Sutra kinyerte Dr. Jurati agyából az agyegyesítés során odekerült vízíót, ez alapján rájön, hogy a Zhat Vash által "Intelemként" ismert vízíó valójában üzenet szintetikus lényeknek, ami szerint baj esetén hívhatnak más szintetikus lényeket segíteni, akik viszont minden szerves életet elpusztítanának, ezt hívták a romulánok Ganmadannak, a végítélet napjának. Picard megpróbálta érvekkel lebeszélni a szintetikusokat, hogy ne tegyék ezt, mert ezzel ugyanolyanokká válnak, mint azok a romulánok, akik az ő életükre törnek. Szavai viszont nem voltak hatással Sutrára, aki házi őrizetbe helyezte. Dr. Jurati viszont elnyerte Sutra bizalmát, így ő tovabbra is szabadon mozoghatott. Jurati kiszabadította Picardot és a La Sirenara mentek, amit elindítva felszálltak az űrbe, hogy valahogy visszatartsák a bolygó megsemmisítésére küldött romulán flottát.
Közben Soong rájött, hogy Sutra hazudott, megszöktette Nareket, és megölte egy szintetikus társát, ezért kikapcsolta. A jeladót beindítani kívánó Sojit Picard próbálta lebeszélni. Egyszercsak megjelenik a Csillagflotta is több száz hajóval, a USS Zheng He zászlóshajón parancsnok Riker felszólította Oht es flottáját, hogy távozzanak, miután megkapták Picard védelmet kérő üzenetét. Közben az átjáró is megnyílt, amin csápos mechanikus lények akartak átjutni, de Soji végül deaktíválta az adót és a féregjárat eltűnt a lényekkel együtt. Ezután Oh is visszavonult. Picard megköszönte Riker segítségét, aki ideiglenesen helyezte szolgálatba magát, hogy segítsen régi barátjának. Nem sokkal utána viszont Picard rosszul lett az agyi rendellenesége miatt, ezert Soji azonnal a bolygóra transzportálta. Rövid idő múlva meghal.
Hírtelen a francia birtoka sötét, sivár nappalijában találja magát Dataval együtt, aki ebben a látomásban elmondja, hogy nem halt meg, a tudatát átmentették egy „gólemnek” nevezett mesterséges testbe, amin Maddox és Soong dolgozott, Soong és Dr. Jurati lementette és áthelyezte Picard tudatát ebbe a testbe, mely immár egészséges, és olyan, mint Picardé volt. Data annyit kér búcsúzóul Picardtól, hogy véglegesen kapcsolják le a tudatát. Picard magához tér, majd rákérdez, hogy ugye nem tették halhatatlanná?! Dr. Jurati elmondja, hogy annyi időre kalibrálták a testet, amennyi ideig a betegség nélkül is elélt volna. Nem sokkal ezután Picard, Rios, Raffi, Hetes, Dr. Jurati és Elnor útra kelnek a La Sirena fedélzetén.

## Magánélete, érdeklődési köre
Picard teljesen más személyiség, mint a Flotta hőskorának nagyjai: Kirk vagy Archer kapitány. Higgadt, megbízható, a végletekig korrekt, kívülről nagyon racionálisnak mutatkozik; kicsit visszahúzódó, sőt, úgy tűnik, szégyenlős, és a merevségre is hajlamos; a klasszikus értékekért (Shakespeare, történelem, régészet, könyvek, Earl Grey tea, komolyzene) rajong, könyveket olvas. Közelebbi ismerősei azonban tudják, hogy valójában nagyon is romantikus, érzékeny lélek, aki intenzív érzelmi életet él.
Fiatal korában régésznek készült, és annyira tehetséges volt, hogy Galaxis-szerte híres professzora, Richard Galen, az utódjának szemelte ki, de Picardnak gondjai voltak a szerves kémiával, és végül inkább a flottakarrier mellett döntött. A régészet mindvégig a hobbija maradt.
Az Enterprise-D és -E kényelmét élvezve Picard gyakran készíttetett (a replikátorral) forró Earl Gray teát („Tea, Earl Grey, hot.„). Picard egy „reneszánsz ember”, változatos érdeklődési körrel, amelybe beletartozik a klasszikus irodalom, a régészet, fizika, vívás, lovaglás vagy éppen a különböző Csillagflotta járművekről készült makettjei. Több zeneszerző között nagy rajongója Berlioz-nak. A zene iránti érdeklődése egyértelmű, játszik például Ressika-i furulyán. Akkor tanult meg játszani rajta, mikor az Enterprise találkozott egy űrszondával, amely egy olyan ember emlékeit tartalmazta, akinek a civilizációja rég elpusztult (TNG: „The Inner Light”). Időnként gyakorolja is a furulyázást a hajó számítógépe segítségével. A zene mellett imádja a színházat (főleg Shakespeare-t, amiben megegyezik az őt játszó, Shakespeare-darabok színészeként is jelentős Stewarttal), és ebbéli rajongását szívesen osztja meg az android Data-val, tanítva neki, miképp „érezzen” és alakítsa ki a megfelelő emberi reakciókat. Picard nagyon diszkrét ember, amint az a (szándékoltan) titkolt kapcsolataiból is látszik. Mikor ki kellett cserélni a mesterséges szívét 2365-ben, megpróbálta titokban tartani, és elment a 212-es Csillagbázisra megműttetni magát, de a komplikációk miatt segítségül kellett hívni az Enterprise akkori hajóorvosát, dr. Pulaski-t („Samaritan Snare”).
Karrierjét egy időre beárnyékolta a Borg incidens. Legénysége feltétel nélkül megbízott benne ezután is, azonban ő maga többször is szembekerült olyan flottatisztekkel, akik felelősnek tartották a Wolf 359 melletti katasztrófáért.
Rangidős tisztként Picard több szereplőnek (főleg Data-nak) a mentora, „második apja” (érdekes párhuzam, hogy a Voyager kapitánya pedig Hetesnek szintén mentora, aki Data-hoz hasonlóan az emberré válás minél inkább kifinomult megvalósítására törekszik). Többek között egyengette az útját a gyerekzseni Wesley Crusher-nek, akit az ő előterjesztésére neveztek ki zászlóssá. Wesley a kollégájának, dr. Beverly Crusher-ek, az Enterprise-D hajóorvosának és a legjobb barátjának, Jack Crusher hadnagynak a fia. Jack 2354-ben hunyt el, röviddel Wesley születése után (Picard alatt szolgált a Stargazer-en).

### Picard és Beverly Crusher
Jack Crusher halálát követően Picard és dr. Crusher közeli barátokká váltak. Emellett mindig volt utalás az egymás iránti vonzódásukra. A kapcsolatuk ennek ellenére nem került nyilvánosságra, amíg egy idegen implantátum nem tette ezt lehetővé, a Kesprytt-i Prytt, aminek segítségével olvasni tudtak egymás gondolataiban az „Attached” című epizódban (Magyar cím: Csak mi ketten). Az utolsó epizód egyik Q által teremtett idővonalában („All Good Things…”)  Picard összeházasodott, és el is vált Crusher-től, akit időközben kineveztek egy orvosi hajó parancsnokává. Crusher megtartotta a nevét a válás után is, ami vicces jelenethez vezetett amikor „Picard kapitányt” hívták a hídra Beverly Picard hajóján.(Magyar cím: És minden, ami még jön...)

### Dixon Hill
Picard egyik kedvenc holofedélzeti programja a Dixon Hill nevű kitalált magánnyomozó kalandjai. Dixon Hill megformálásánál példaképként a szintén képzeletbeli Philip Marlowe és Sam Spade detektívek szolgáltak.
A Dixon Hill holoprogram az 1940-es évek San Franciscójában játszódik a Földön, ami kellemes változatosság egy csillagközi utazó életében. Picard a programot a kezdetekben egyedül, majd Data-val használja. Később Beverly Crusher és mások is érdeklődnek, és hamarosan bekapcsolódnak a programba, mint Dixon Hill barátai.
A Dixon Hill világa sok olyan visszatérő szereplőt tartalmaz, amelyek csak a holofedélzeten léteznek, ideértve a bűnbandavezér Cyrus Redblockot és Nicky the Nose-t. A rajongók egy része szerint Dixon Hill próbálkozás volt a „A Piece of the Action” című TOS epizód témáinak újrajátszására (viszont az az epizód az 1920-as évekbeli chicagói gengszterekről szólt, míg Dixon Hill egy 1940-es évekbeli film noir detektív).
A „A Hard Rain” című Star Trek regény szinte teljes egészében Dixon Hill világában játszódik, csak néhány közjáték helyszíne a Star Trek „valós” világa. Ha nem lenne benne néhány furcsaság (mint például halott emberek feltámadása), a regény teljesen úgy hatna, mint egy „normális” detektívregény.
Dixon Hill regények:
- „The Big Goodbye”
- „The Long Dark Tunnel”
- „The Parrot's Claw”

## Érdekességek
- Sokáig úgy nézett ki, hogy Picard azon Star Trek-szereplő lesz, akit sohasem léptetnek elő (bár többször tervezték, hogy admirálist csinálnak belőle, ő mindig visszautasította), de a Star Trek: Picard sorozatból kiderült, hogy 2385-ben admirálisi rangot szerzett.
- Picard sok kalandját, amik fiatalabb korában, az Enterprise-D, illetve az Enterprise-E parancsnokaként, és azután estek meg vele, regények és képregények mesélik el, bár ezek nem részei a hivatalos idővonalnak. A Star Trek: Picard viszont épp az időskori Picard kalandjaira fókuszál.
- Patrick Stewart a TNG összes részében szerepelt.
- Picard vendégszerepelt a DS9-ban.
- A TNG forgatásának elején Patrick Stewart hat hétig nem csomagolta ki a bőröndjeit, attól tartva, hogy a sorozat érdektelenségbe fullad, és ő mehet vissza Angliába.
- Patrik Stewart, a Picardot játszó színész több ST epizódot is rendezett.

## Fordítás
- Ez a szócikk részben vagy egészben  a   Jean-Luc Picard című angol Wikipédia-szócikk fordításán alapul.  Az eredeti cikk szerkesztőit annak laptörténete sorolja fel. Ez a jelzés csupán a megfogalmazás eredetét és a szerzői jogokat jelzi, nem szolgál a cikkben szereplő információk forrásmegjelöléseként.